# El Xei (Marfà)
El Xei és una masia del terme municipal de Castellcir, a la comarca catalana del Moianès. Pertany a l'enclavament de la Vall de Marfà, antiga parròquia de Sant Pere de Marfà, que tingué ajuntament propi entre el 1812 i el 1827, abans d'unir-se en primera instància amb Santa Coloma Sasserra i després, el 1847, amb Castellcir.
Està situada a l'extrem occidental d'aquest enclavament, prop i al sud de la masia dels Sorts, a llevant de la Coma i a l'esquerra de la Golarda i del torrent de Serramitja.
El seu accés més ràpid i practicable és des de la masia de la Coma, des de la qual una pista rural en bon estat, el Camí de Monistrol de Calders a Moià, s'adreça cap a llevant seguint la vall de la Golarda i en 1,5 quilòmetres de recorregut mena a la Vall de Marfà. Cal seguir aquest camí, que recorre el vessant nord de la vall de la Golarda, durant quasi 2 quilòmetres més, fins que es troba un trencall, just abans del torrent de Font d'Esqueix, d'on surt cap a l'est, per girar de seguida cap al sud seguint la vall del torrent esmentat, una altra pista rural. Al cap de 350 metres des d'aquest trencall es troba una altra cruïlla; d'ella, surt cap a ponent, per girar després cap al sud travessant la Golarda, la pista que mena a la Datzira en uns 500 metres. Des de la Datzira, la pista continua cap al sud-est i després cap al sud, i en 500 metres arriba a una altra cruïlla, des de la qual cal seguir la pista que arrenca cap al sud-oest. Aquesta altra pista, que es va decantant progressivament cap a l'oest, mena al Xei en 1 quilòmetre de recorregut per l'esquerra de la Golarda.
Un altre accés, més curt però sovint en mal estat per als vehicles convencionals, ressegueix la Golarda des de la carretera d'accés a la Coma, uns 300 metres al sud d'aquesta masia de Monistrol de Calders, anant sempre per l'esquerra de la riera. Ara bé, el fet que tota l'estona discorri per l'obaga i la forta humitat d'aquest indret fan que bastant sovint el camí presenti importants dificultats.
Aquesta masia, esmentada des del 1130, ha rebut successivament els noms del Soler i l'Alzina o Mas Alzina. La documentació més antiga l'esmenta com a alou de Sant Benet de Bages; durant la baixa edat mitjana li són agregats els masos, ara desapareguts, d'Armamirona i Colomer, documentats el 1274 i el 1205, respectivament. Més tard passa a mans del mas Collell de Balenyà i posteriorment a les de la Closella, pertanyent també a Marfà. A partir de mitjan segle xvi passà a mans de Pau Alzina, i més tard a les de Pau Soler, conegut amb el sobrenom de Xei. Fou habitada pels seus propietaris fins al 1785, i més tard hi hagué masovers, fins a mitjan segle xx. Deshabitada, però amb l'edifici mantingut pels seus amos, durant una cinquantena d'anys, des de finals de la primera dècada del segle XXI torna a estar habitada de forma permanent.